# (36293) 2000 GQ144
2000 GQ144 (asteroide 36293) é um asteroide da cintura principal. Possui uma excentricidade de 0.21609130 e uma inclinação de 0.77609º.
Este asteroide foi descoberto no dia 7 de abril de 2000 por Spacewatch em Kitt Peak.